# The Stooges (album)
The Stooges – debiutancki album studyjny amerykańskiej grupy The Stooges, wydany w 1969 roku.
W 2003 album został sklasyfikowany na 185. miejscu listy 500 albumów wszech czasów magazynu Rolling Stone.

## Lista utworów

### Strona pierwsza
| 1. | „1969”                | 4:05  |
|    |                       |       |
| 2. | „I Wanna Be Your Dog” | 3:09  |
|    |                       |       |
| 3. | „We Will Fall”        | 10:18 |
|    |                       |       |
|    |                       | 17:32 |
|    |                       |       |

### Strona druga
| 1. | „No Fun”         | 5:15  |
|    |                  |       |
| 2. | „Real Cool Time” | 2:32  |
|    |                  |       |
| 3. | „Ann”            | 2:59  |
|    |                  |       |
| 4. | „Not Right”      | 2:51  |
|    |                  |       |
| 5. | „Little Doll”    | 3:20  |
|    |                  |       |
|    |                  | 16:57 |
|    |                  |       |

## wydanie z 2005 roku
1. „No Fun” (Original John Cale mix)
2. „1969” (Original John Cale mix)
3. „I Wanna Be Your Dog” (Original John Cale mix)
4. „Little Doll” (Original John Cale mix)
5. „1969” (alternate vocal)
6. „I Wanna Be Your Dog” (alternate vocal)
7. „Not Right” (alternate vocal)
8. „Real Cool Time” (alternate mix)
9. „Ann” (full version)
10. „No Fun” (full version)

## Muzycy
- Iggy Pop – wokal
- Dave Alexander – gitara basowa
- Ron Asheton – gitara, wokal
- Scott Asheton – perkusja
- John Cale – pianino („I Wanna Be Your Dog”); skrzypce („We Will Fall”)